# Plemyria plumbata
Plemyria plumbata är en fjärilsart som beskrevs av Curtis 1837. Plemyria plumbata ingår i släktet Plemyria och familjen mätare. Inga underarter finns listade i Catalogue of Life.